# Guerra irregular
Se llama guerra irregular a una lucha violenta entre actores estatales y no estatales por la legitimidad y la influencia sobre poblaciones relevantes. La guerra irregular favorece las aproximaciones indirectas y asimétricas, aunque puede emplear toda la gama de capacidades militares y otras capacidades a fin de erosionar el poder, la potencia  la voluntad de un adversario. Es inherentemente una lucha prolongada que pondrá a prueba la resolución de un estado y sus socios estratégicos.
Con el término irregular se pretende poner de manifiesto el carácter de la guerra y la peculiar forma de combatir, diferente de la guerra convencional dando entrada a un sinfín de procedimientos y medios no regulados por leyes o convenciones internacionales, en los que cabe desde el asesinato indiscriminado o terrorismo, hasta el uso de tácticas o medios no convencionales, incluida la más sofisticada tecnología. Los procedimientos concretos usados se van adaptando en función de las circunstancias y disponibilidades en cada momento y cada día van adquiriendo nuevas peculiaridades.
La distinción entre fuerzas regulares e irregulares no está relacionado con el término guerra irregular. El término, guerra irregular fue introducido como concepto diferente de guerra tradicional y guerra no convencional.

## Operaciones incluidas
La guerra irregular incluye operaciones de distintos tipos como por ejemplo:
- Contrainsurgencia
- Contraterrorismo
- Guerra no convencional
- Sabotaje
- Subversión
- Apoyo a gobiernos amigos, también conocidas por las siglas FID (del inglés Foreign Internal Defense)
- Operaciones de estabilización.
- Operaciones de información

## Ejemplos
Casi todas las guerras modernas incluyen al menos algún elemento de guerra irregular. Desde la época de Napoleón, aproximadamente el 80% del conflicto ha sido de naturaleza irregular. Sin embargo, los siguientes conflictos pueden considerarse ejemplificados por una guerra irregular:
- Guerra civil afgana
- Guerra de Independencia de Argelia
- Guerras indias
- Guerra revolucionaria americana
- Revuelta árabe
- Guerra civil china
- Revolución cubana
- Primera guerra chechena
- Primera guerra civil sudanesa
- Guerra de Irak
- Guerra de Kosovo
- Guerra civil libanesa
- Guerra colonial portuguesa
- Guerra civil ruandesa
- segunda guerra bóer
- Segunda guerra chechena
- Segunda guerra civil sudanesa
- Guerra civil somalí
- Guerra filipino-estadounidense
- Guerra de Vietnam
- Guerra civil libia (2011)
- Guerra civil siria
- Guerra civil iraquí (2014-presente)
- Guerra civil yemení (2015-presente)
- Guerra civil libia (2014-actualidad)

Hoy día la guerra irregular se aplica a todas las áreas de competición militar y contra poderes competidores de otros países. Las grandes potencias se preparan para ser competitivas en este tipo de conflictos.